# 平煤集团

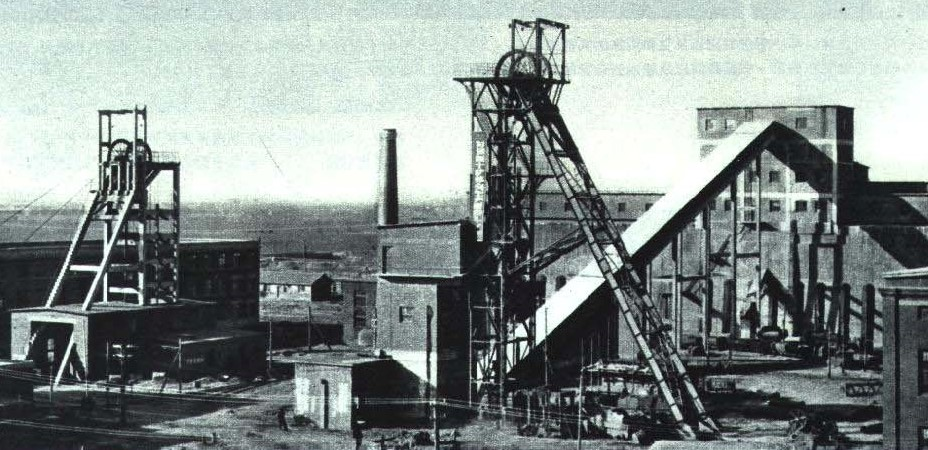
1964年平顶山十矿

平頂山煤業（集團）有限責任公司，（簡稱：平煤神馬），前身為平頂山礦務局，1996年改組為國有獨資有限責任公司。平煤神馬主要從事煤炭開采、加工銷售。
在2008年，由平煤集團和中國神馬集團有限責任公司合併，由中國平煤神馬集團取代成立。